# 伊拉帕
伊拉帕（西班牙語：Irapa），是委內瑞拉的城鎮，位於該國北部蘇克雷州，是馬里尼奧市的首府，始建於1736年，海拔高度3米，每年平均降雨量1,600毫米，人口9,500。